# برج مكاتب الإمارات
برج مكاتب الإمارات هو مبنى مكاتب مكون من 54 طابقًا على طول شارع الشيخ زايد في مدينة دبي، الإمارات العربية المتحدة. يتصل البرجان بفندق جميرا أبراج الإمارات المكون من 56 طابقًا من خلال شارع للبيع بالتجزئة، ويشكل البرجان ما يُشار إليه عمومًا باسم مجمع أبراج الإمارات. يبلغ إجمالي الارتفاع الهيكلي للبرج 354.6 م (1,163 قدم) وارتفاع السقف 311 م (1,020 قدم)، مما يجعله يحتل المرتبة 55 في أعلى مبنى في العالم. برج مكتب الإمارات 1 هو أطول من فندق جميرا أبراج الإمارات المجاور، ولكنه يتكون من طابقين أقل. تم الانتهاء من تشييد المبنى في 3 نوفمبر 1999.

## التصميم والأناقة
يقع برج مكاتب الإمارات في المركز المالي لدبي. يمثل مجمع أبراج الإمارات الذي صممه شركة نور للعمارة الحديثة لعصر الأعمال. مثلثان متساويان الأضلاع هما أحدهما في دبي. يتكون البرج من ثلاثة جدران أساسية كبيرة. تدعم الجدران الحمل المنقولة على أربعة مستويات بواسطة دعامات فولاذية كبيرة، متصلة بالأقطاب بمساعدة الشد اللاحق ووصلة القص. يوفر الجدار المنحني الذي يرتفع تقريبًا الارتفاع الكامل لوجه واحد من المبنى المثلث إطلالة على المدينة.
مبنى برج مكاتب الإمارات محاط بألواح الألمنيوم الفضية، والزجاج الفضي والنحاسي العاكس. يحيط بكل برج في القاعدة هيكل منحني منخفض يضم مواقف للسيارات وعناصر خدمة. يرتفع كلا البرجين من منصة متدرجة تضم مركزًا تجاريًا للبيع بالتجزئة ومطاعم ومقاهي بمساحة بيع بالتجزئة قابلة للتأجير تبلغ 80,730 قدم2 (7,500 م2) في القاعدة المكونة من ثلاثة طوابق. المناظر الطبيعية هي سمة متكاملة من سمات التصميم مع أشكال الأرض المتموجة، وخصائص المياه، ومجموعة متنوعة من النباتات التي تخلق تطورًا فريدًا في وسط مدينة دبي. تقع المباني على طول طريق الشيخ زايد وهي واحدة من أكثر أزواج ناطحات السحاب تميزًا.

## أنظر أيضا
- قائمة المباني شاهقة الارتفاع في العالم
- قائمة المباني الشاهقة في دبي
- ابراج الامارات

## روابط خارجية
- برج الإمارات الأول في مركز CTBUH سكاي سكريبر